# Вулф, Мартин
Мартин Вулф (англ. Martin Wolf; род. 1946, Лондон, Англия) — британский журналист. Соредактор (англ. associate editor) и экономический обозреватель британской газеты The Financial Times.

## Биография
Вольф родился в Лондоне в 1946 году. Его отец, Эдмунд, был австрийским еврейским драматургом, эмигрировавшим из Вены в Англию перед Второй мировой войной. В Лондоне Эдмунд встретил мать Вольфа, голландскую еврейку, которая потеряла почти тридцать близких родственников в Холокосте. Вольф вспоминал, что его происхождение сделало его настороженным к политическим крайностям и пробудило интерес к экономике, так как он считал, что ошибки в экономической политике были одной из основных причин Второй мировой войны. До начала 1970-х годов он активно поддерживал Лейбористскую партию.
Вольф обучался в независимой дневной школе для мальчиков в Хампстеде, на северо-западе Лондона. В 1967 году он поступил в колледж Корпус-Кристи Оксфордского университета на программу бакалавриата. Сначала изучал античную филологию, но затем переключился на философию, политику и экономику. 
В 1971 году окончил Оксфордский университет, защитив магистерскую диссертацию по экономике.
С 1971 по 1981 год работал во Всемирном банке.
С 1981 года — директор исследований в исследовательском Центре торговой политики (Trade Policy Research Centre) в Лондоне.
С 1987 года сотрудничает с The Financial Times. Ведёт собственную еженедельную колонку в газете. С 1990 года — соредактор; с 1996 года — главный экономический обозреватель газеты.
В 2000 году стал Командором ордена Британской империи за заслуги в области финансовой журналистики.

## Книги
- Why Globalization Works. Yale University Press, 2004. ISBN 978-0300102529
- Сдвиги и шоки. Чему нас научил и еще должен научить финансовый кризис = The Shifts and the Shocks: What We’ve Learned — and Have Still to Learn — from the Financial Crisis (2014). — М.: Издательство Института Гайдара, 2016. — 512 с. — ISBN 978-5-93255-460-9.